# Загальна військова повинність у Російській імперії
Загальна військова повинність у Російській імперії була введена в межах військової реформи російського імператора Олександра II. Її введення розроблено під керівництвом військового міністра Дмитра Мілютіна.
Поразка у Кримській війні продемонструвала слабкість Російської імперії та дала сильний поштовх для розробки і втілення низки реформ періоду 1860-х — 1870-х років, які також відомі як «Великі реформи». Зокрема в цей період було проведено військову реформу. Одним з її основних елементів було запровадження загальної військової повинності, що докорінно реформувало систему комплектування російської імперської армії. Служба у війську стала обов'язком не окремої ізольованої групи населення в рамках рекрутського набору, а всього чоловічого населення, придатного для служби в збройних силах імперії.

## Причини запровадження загальної військової повинності в Російській імперії
Дослідники, які вивчають військову реформу Дмитра Мілютіна виділяють декілька основних причин запровадження загальної військової повинності:
- прагнення Дмитра Мілютіна змінити систему комплектування російської імперської армії з рекрутського набору на загальну військову повинність задля посилення армії за рахунок упровадження більш ефективних принципів комплектування, а також задля розв'язання суспільних суперечностей.[1]
- бажання Мілютіна підвищити професіоналізм російської імперської армії, а запровадження військової повинності як основний елемент цих реформ.[2]
- прагнення до раціоналізації праці й економії людських ресурсів, демонстрація переваг даної системи комплектування у зв'язку з перемогою Пруссії у війні з Францією в 1870 році.[3]
- бажання керівництва Військового міністерства досягти паритету з іншими європейськими державами в чисельності військ на випадок війни і зменшити витрати на утримання армії у мирний час.[4] Радянський дослідник Петро Зайончковський вказує на значний вплив зовнішньополітичних факторів у питанні введення військової повинності. Той факт, що пропозиція про створення відповідної комісії для розробки і впровадження принципів загальної військової повинності була оголошена Олександром ІІ вже в листопаді 1870 року, а сама комісія почала діяти з січня 1871 року, пов'язується саме з перемогою Пруссії над Францією і створенням Німецької імперії.[5]

## Підготовка Статуту про загальну військову повинність
Для розробки основних принципів нової системи комплектування російської армії була створена спеціальна комісія, яка розпочала свою роботу 5 січня 1871 року. Комісія складалася з високопосадовців Російської імперії і спеціально залучених представників різних відомств та окремих груп населення, що окремо запрошувалися для обговорення конкретних питань. Ці запрошені члени комісії мали право голосу при визначенні рішень комісії щодо тих питань, для обговорення яких їх залучили. Прикладом такого підходу є включення до складу комісії представників єврейської громади Санкт-Петербурга: доктор філософії Йосиф Зейберлінг, професор Даниїл Хвольсон і барон Горацій Гінцбург.
Результатом зусиль комісії став проект Статуту про військову повинність, який був переданий на розгляд Особливого комітету Державної ради в середині квітня 1873 року. Саме цей вищий орган влади в Російській імперії мав вирішити долю даного проекту реформи. Очолював його великий князь Костянтин Миколайович, а членами Особливого комітету були голови найважливіших департаментів і окремі члени Державної ради, зокрема, спадкоємець престолу великий князь Олександр Олександрович.
Особливий комітет обговорив проект реформи і доробив його, доповнивши своїми правками. Це обговорення викликало певні дискусії з ряду питань, зокрема щодо виконання військової повинності євреями.

### Євреї та загальна військова повинність
У ході роботи над проектом статуту відбулося обговорення багатьох спірних питань, що викликали серйозні дискусії і показали наявність сильних протиріч між членами комісії. Зокрема, багато дискусій викликали два питання, які безпосередньо стосувалися служби євреїв у війську. Перше — це питання про надання євреям права добровільно вступати у військо на правах «охотників», друге стосувалося надання євреям права отримувати офіцерські чини. Ці два питання були тісно пов'язані, оскільки передбачалося, що в охотники будуть записуватися освічені молоді люди, які після проходження скороченого терміну служби ставатимуть офіцерами запасу. Незважаючи на тісний зв'язок між цими двома питаннями, комісія дійшла згоди лише щодо одного з них, і євреям було дозволено вступати на службу охотниками без особливих обмежень. За це проголосувало 30 членів комісії, а проти такого рішення було 20 голосів. Питання про надання права євреям ставати офіцерами не було чітко вирішене. Проти надання такого права проголосували 24 члени комісії разом з головою, а за його надання — 25. У такій ситуації вирішальним виявився голос голови комісії, і тому думка про недопущення євреїв до офіцерського корпусу перемогла.
Ще одним заходом, що зрівнював призовників-євреїв з іншими призовниками, було рішення про те, що вони мають служити не в окремих частинах, а разом з усіма у складі звичайних військових частин. Водночас, комісією було прийнято рішення запропонувати спеціальні заходи задля запобігання ухилення від внесення до призовних списків осіб, що досягли 21-річного віку, а також неявки на призовні комісії. По-перше, протягом перших п'яти наборів могли бути призвані не лише військовозобов'язані-євреї, що в рік набору досягли призивного віку, а й віком до 30 років включно — в тому випадку, якщо в конкретній призивній дільниці відсоток призваних євреїв не буде відповідати відсотку євреїв у складі місцевого населення. По-друге, жеребкування щодо визначення тих, хто буде призваний до війська, відбувається спільно для представників усіх конфесій, але тих, хто ухилився від жеребкування з числа євреїв, мали заміщувати євреї, з числа християн — християни, а з числа мусульман — мусульмани. Також проект статуту про військову повинність, розроблений комісією, передбачав звільнення від неї духовенства лише християнських деномінацій. Таким чином, представники духовенства інших віровчень мали проходити службу на загальних підставах.
В результаті обговорень спеціальна комісія в своєму проекті військової реформи запропонувала встановити особливі правила призову на військову службу євреїв. Ця пропозиція була піддана критиці головою Особливого комітету і частиною його членів. В результаті внесенні до проекту військової реформи пропозиції комісії щодо особливих правил несення військової повинності євреями були відкинуті.

## Законодавче й відомче унормування загального військового обов'язку

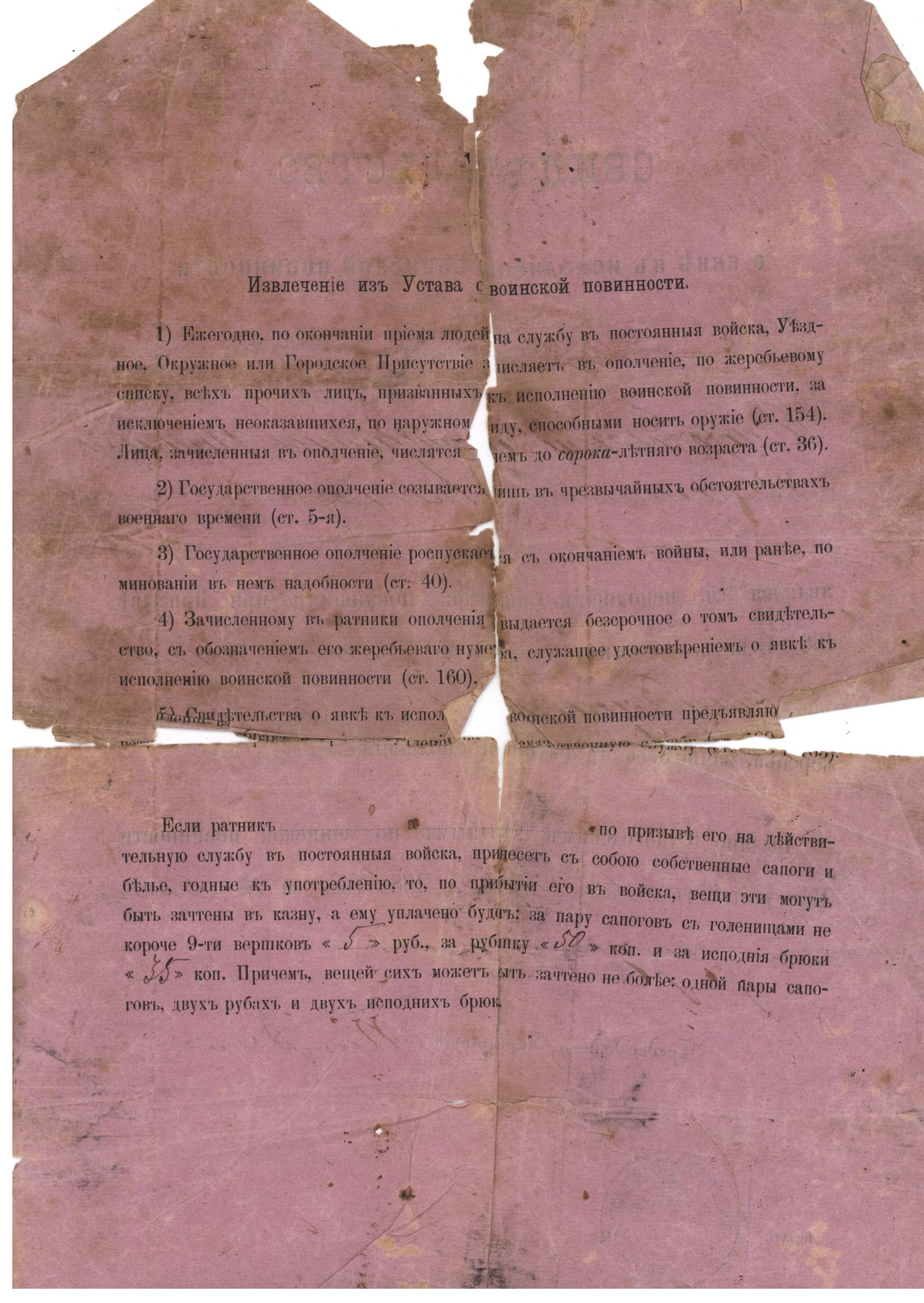
Витяг з уставу про військову повинність, 1884 рік, зовнішня сторона свідоцтва про явку для виконання військової повинності 1884 року.

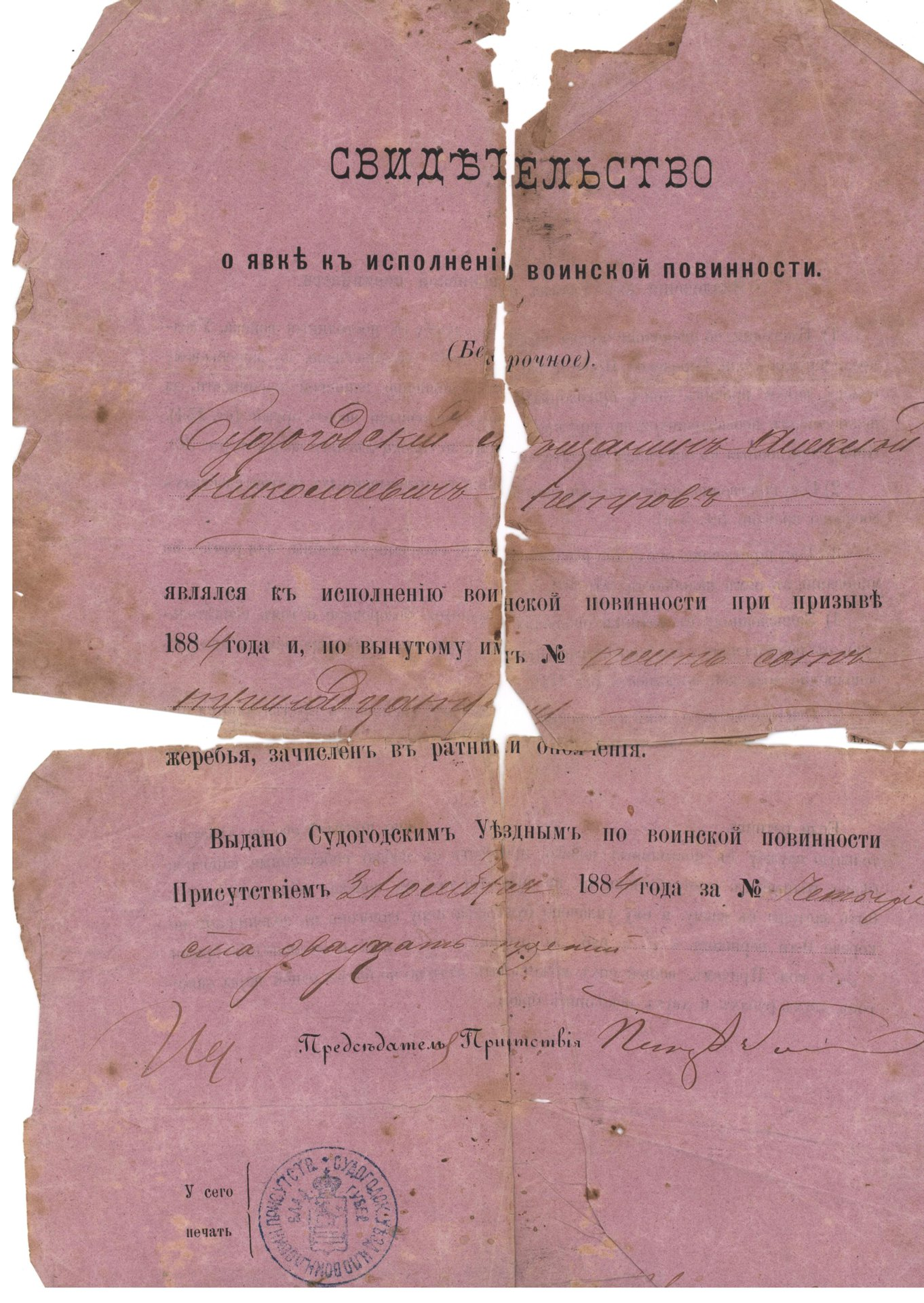
Свідоцтво про явку для виконання військової повинності, 1884 рік.

З 1874 року і до Першої світової війни призов на службу військовозобов'язаних в Російській імперії відбувався відповідно до Маніфесту про запровадження загальної військової повинності від 1 січня 1874 року. Саме комплектування армії імперії відбувалося на основі Статуту про військову повинність, прийнятого того ж дня, який безпосередньо регламентував призов новобранців, періоди служби, відбір придатних до служби та інші технічні питання. Для запровадження загальної військової повинності був створений спеціальний орган — Особливий комітет у справах з військової повинності при Державній раді, за зразком аналогічного органу, що відповідав за втілення Селянської реформи. Сам статут складався з 224 основних статей, розбитих на 14 глав. Тут були інструкції на більшість можливих випадків, пов'язаних з призовом, що демонструє намагання передбачити й регламентувати усі можливі ситуації.
Про загальність військової повинності говориться у першому пункті першої глави уставу:
|  | 1. Захист Престолу і Вітчизни є священним обов’язком кожного російського підданого. Чоловіче населення, незалежно від статусу, підлягає військовій повинності». Таким чином, проголошувалася обов’язковість військової повинності для всіх підданих Російської імперії чоловічої статі всіх станів. Грошовий відкуп від повинності, який широко практикувався доти, був заборонений наступним пунктом: «Грошовий викуп від військової повинності і заміна охотником не дозволяється |

.
Ці прогресивні ідеї, задекларовані статутом, суперечили реаліям Російської імперії. Армія не потребувала такої великої кількості призовників, яку могла дати військова повинність. Військова реформа Олександра ІІ, яку втілював у життя граф Д. О. Мілютін, мала на меті створення сучасної армії, меншої за чисельністю за мирного часу і здатної розгорнутися у велику армію в разі війни. Статут писався саме для забезпечення призовниками цієї армії, тому в ньому й приділено даному питанню багато уваги. Були також передбачені відстрочки й звільнення від служби, і навіть з тих, хто не мав пільг і повинен був призиватися, не всі потрапляли до війська. Призовники обиралися жеребкуванням із загальної кількості чоловіків, які підлягали призову. Вони за жеребкуванням поповнювали постійні війська: сухопутні сили й флот. Інші, які не потрапили за жеребкуванням до постійних військ, зараховувалися до державного ополчення, яке скликалося у випадку війни й відігравало суто допоміжну роль.
Відповідно до Статуту державне ополчення було особливою частиною збройних сил Російської імперії. Воно мало скликатися лише під час війни для вирішення другорядних і допоміжних завдань та для посилення і поповнення постійних військ. Скликання ополчення мало вивільнити постійні війська для вирішення воєнних завдань, для яких підрозділи з ополченців не підходили. Після закінчення війни, або зникненні потреби в ньому, ополчення розпускалося. Принцип розподілу за жеребкуванням при наборі у військо не був чимось кардинально новим для населення Російської імперії. Ще в 1836 році глава п'ятого відділення Власної Його Імператорської Величності Канцелярії, генерал від інфантерії П. Д. Кисельов запропонував перейти на визначення рекрутів шляхом жеребкування, і така система була впроваджена хоча й значно пізніше, в 1854 році, та лише для державних селян і міщан.
Термін служби, за Статутом 1874 року становив, для піхоти і пішої артилерії шість років дійсної служби та дев'ять років у запасі. На флоті термін дійсної служби становив сім років три роки у запасі. Це стосувалося більшості призовників. Існували категорії військовозобов'язаних, які служили на дещо інших умовах, що було пов'язано з рівнем їхньої освіти та добровільним вступом на військову службу. Вище наведені терміни служби стосувалися лише мирного часу, а під час війни термін служби не регламентувався. Наприкінці ХІХ та на початку ХХ століття до Статуту були внесені певні зміни, в тому числі щодо термінів дійсної служби. Останні правки були внесені у 1912 році. Зокрема, призову стали підлягати молоді чоловіки, яким виповнилося 20 років до першого січня того року, коли відбувався призов. До того призивали у віці 21 року, і ця зміна дала армії дещо більше призовників, але принципово ситуація не змінилася, оскільки призов відбувався з 1 жовтня по 1 листопада, і зрозуміло, що більшість призовників приходила на службу у віці 21 року.
Призов нижчих чинів армії і флоту на дійсну службу із запасу здійснювався на основі Височайшого указу Правлячому Сенату, для посилення сухопутних військ і флоту, в разі необхідності. Зазвичай це відбувалося при наявності загрози війни й було однією зі складових частин мобілізації. Призов із запасу міг бути загальним і «приватним» (тобто частковим). У випадку загального призову, або призову за мобілізацією всім запасним давалася одна доба на впорядкування всіх своїх справ, після чого вони мали прибути на збірні пункти, звідки їх вже направляли в їхні частини.
Таким чином, у Статуті про військову повинність спробували провести в життя ідею загальної військової повинності на основі справедливого розподілу тягот військової служби. Особливо яскраво це проявилося у наданні відстрочок і звільнень від служби за сімейними обставинами. Ці пільги поділялися статутом на три розряди. Перший розряд становили єдині сини або внуки, що були єдиними працівниками в сім'ї. Другий розряд — сини, які були працівниками в сім'ї, крім працездатного батька. До третього відносилися особи, наступні за віком по братові, який перебував за призовом на дійсній службі або помер на цій службі.

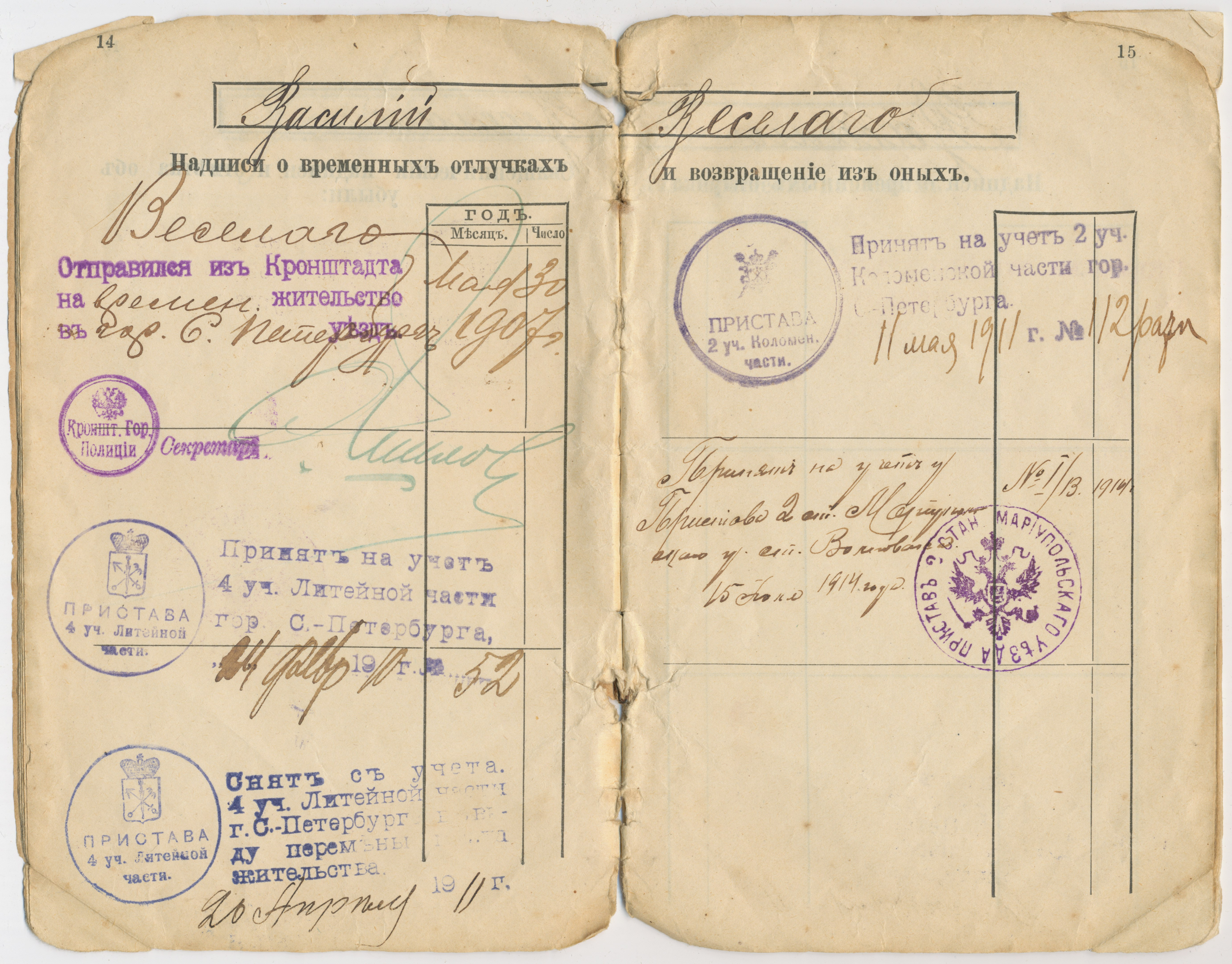
14 і 15 сторінки ополченського білету№ 6307 Василя Сергійовича Веселого, відмітки при прийняття на військовий облік в містах Кронштадт і Санкт-Петербург, в 2-му стані Маріупольського повіту (станція Волноваха), зразок 1901 року

Пільги за освітою полягали в скороченні терміну дійсної служби; термін служби для тих, хто закінчив курс закладу 1 розряду (а також 6 класів гімназії) був 2 роки плюс 16 років у запасі. Для пільгового перебування повинності на правах однорічного охотника (рос. вольноопределяющегося), окрім міцності здоров'я, вимагалась заява по досягненні 17-річного віку і свідоцтво про закінчення курсу в навчальному закладі I і II розряду чи витримання особливого іспиту. Термін служби для I розряду при цьому був 1 рік і 12 років у запасі, для II розряду — 2 роки і 12 років у запасі.

### Відомча система загальної військової повинності
Щодо конкретних установ, що здійснювали призови у Російській імперії, то в кожній губернії функціонувало Губернське з військової повинності присутствіє. Їхній склад у різних частинах імперії різнився, але в більшості губерній був влаштований за однією схемою. Головував в ньому губернатор, а членами були губернський предводитель дворянства, віце-губернатор, голова губернської земської управи або один із членів цієї управи, прокурор окружного суду або його заступник, за призначенням головного начальника військового округу — один генерал, штаб-офіцер або повітовий військовий начальник чи його заступник, а на час призивної кампанії — ще додатково три штаб-офіцери. У кожному повіті відповідно існувало Повітове з військової повинності присутствіє, яке формувалося за зразком губернського. Головою повітового присутствія був повітовий предводитель дворянства, членами: повітовий військовий начальник, повітовий справник, член повітової земської управи, один з жителів повіту, а на час призивної кампанії — один офіцер. У великих містах на тих самих правах, що й повітові, існували міські з військової повинності присутствія з міським головою на чолі. Повітовому присутствію підпорядковувалися призовні дільниці. Вони створювалися в залежності від розмірів і густоти населення в повіті. Тому до складу кожної дільниці входили або частина повіту, або цілий повіт. У містах, населення яких становило понад 10 тис. осіб, створювалися окремі дільниці, можливим було створення таких дільниць і в містах з населенням понад 5 тис. Таким чином, розміри призовної дільниці визначалися: для мешканців сільської місцевості й змішаної сільської та міської — у межах від 8 до 20 тис. жителів чоловічої статі, а з виключно міським населенням — від 5 до 40 тис.
Особливу роль, при здійсненні призовів, належала Міністерству внутрішніх справ. В статуті було передбачені випадки, коли Міністерство внутрішніх справ і Військове міністерство мали діяти разом, або погоджувати ті чи інші кроки для з'ясування спірних ситуацій. У складі Міністерства внутрішніх справ було створено управління в справах військової повинності, яке й займалося організацією і наглядом за призовами. Таке відмежування Військового міністерства від безпосереднього процесу призову мало негативні наслідки для єврейського населення Російської імперії. Міністерство внутрішніх справ отримало можливість окремо відслідковувати ухилення євреїв від воєнної служби і трактувати його у зручний для себе спосіб. Таку неоднозначну ситуацію з розподілом повноважень між Міністерством внутрішніх справ і Військовим міністерством можна пояснити існуванням двох концепцій єврейської емансипації. Прихильники консервативної концепції, в тому числі міністр внутрішніх справ Тимашев і шеф жандармів Шувалов, наполягали на неможливості надання євреям рівних прав у війську до того моменту, поки такі права не будуть надані їм на загальнодержавному рівні. З іншого боку, прихильники більш ліберальної концепції, серед них і Мілютін, пропонували Військовому міністерству робити більш рішучі кроки на шляху до рівноправ'я євреїв, незважаючи на становище з їх громадянськими правами в державі. Це питання розподілу повноважень між Міністерством внутрішніх справ і Військовим міністерством в епоху Великих реформ розгорталося на фоні загального протистояння прихильників і супротивників таких рішучих реформ, як запровадження загальної військової повинності.

## Принцип розподілу військовозобов'язаних по військових частинах
|  |

|  |

|  |

|  |

|  |

|  |

|  |

|  |

|  |

|  |

|  |

|  |

|  |

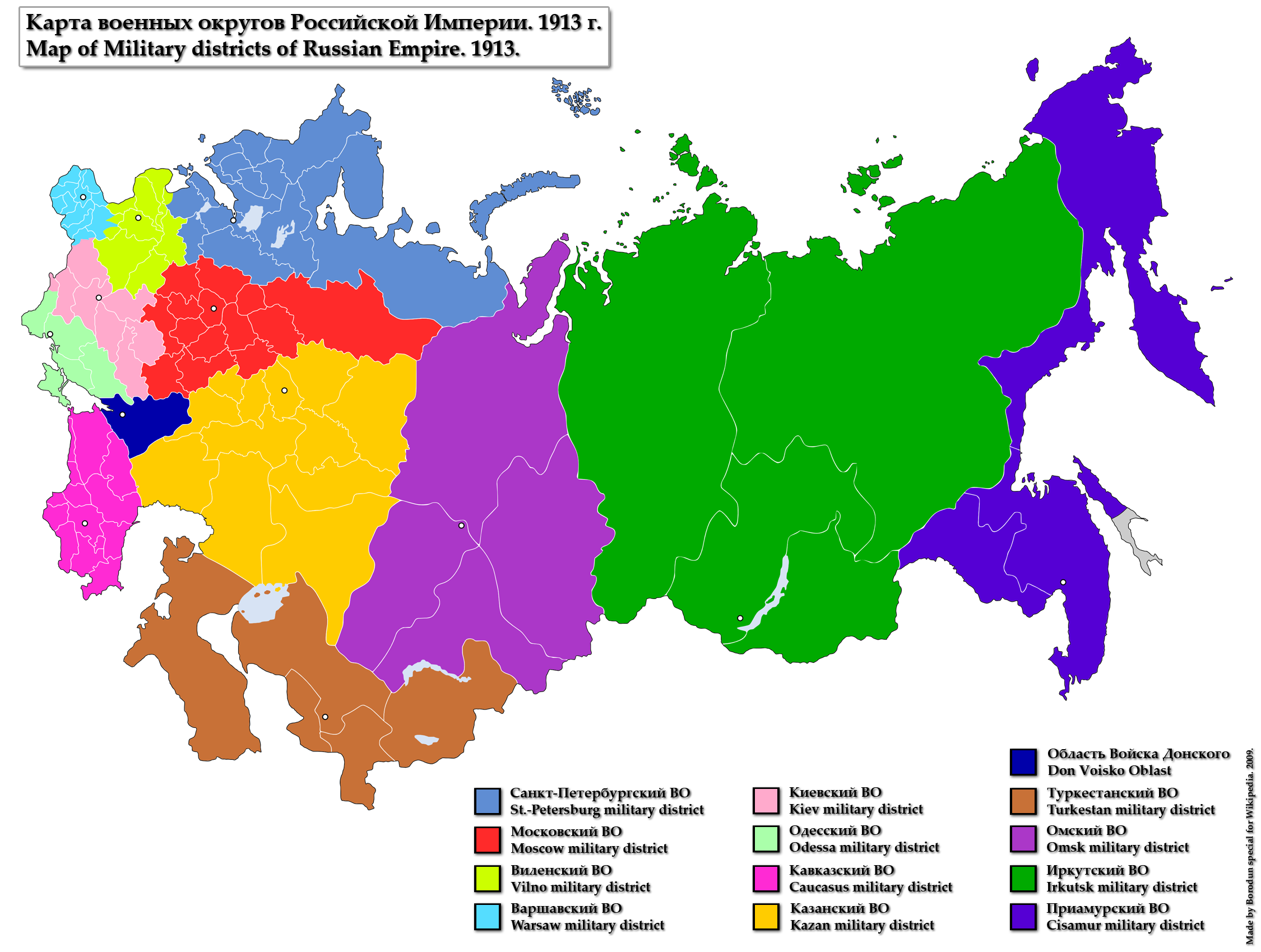
Карта військових округів Російської імперії. 1913
Санкт-Петербурзький військовий округ.
Московський військовий округ
Віленський військовий округ
Варшавський військовий округ
Київський військовий округ
Одеський військовий округ
Кавказький військовий округ
Казанський військовий округ
Область війська Донського
Туркестанський військовий округ
Омський військовий округ
Іркутський військовий округ
Приамурський військовий округ

Від етапу розробки Статуту і аж до останніх років існування Російської імперії постійно піднімалося різними силами та з різною метою, було визначення принципу комплектування окремих частин. Розглядалося два варіанти. Один полягав у приблизно пропорційному комплектуванні, а інший у територіальному принципі. Запровадження територіальної системи комплектування мало багато переваг і було продемонстроване досвідом сусідніх держав. У Російській імперії, орієнтуючись на успішний досвід Німеччини, ще в 1873 році було прийнято рішення про перехід до такої системи комплектування. Це було зроблено за результатами роботи особливої наради про організацію військ, від 8 квітня 1873 року. Але ще на етапі планування були висунуті пропозиції, яких вимагали особливості Російської імперії і, які великою мірою знівелювали переваги територіальної системи комплектування. Зрештою було запропоновано компромісний варіант. Планувалося по можливості, закріпити за кожною частиною певний район для поповнення новобранцями і мобілізаційними запасами. Це закріплення мало визначатися Головним Штабом і окремі райони не мали бути статичними чи адміністративно відокремленими. Наприклад, гвардія і гренадери мали комплектуватися з усіх районів, вибираючи потрібних людей. Але основною умовою було розподілення новобранців різних «народностей» у такому відсотковому співвідношенні, щоб воно відповідало співвідношенню населення імперії, при цьому декларувалося прагнення зберегти вигоди швидкої мобілізації. Така система проіснувала, як мінімум, до початку ХХ століття, і врешті були встановлені навіть конкретні відсоткові норми. Зокрема, при укомплектуванні частин євреями була встановлена певна норма, а саме 6 відсотків особового складу кожної частини, а на крайній випадок вона не мала перевищувати 10 відсотків.
Таким чином, рішення про впровадження територіальної системи обкладалося рядом умов і в результаті була створена зовсім інша система лише з певними елементами територіальної. За цією системою, як ми вже вище зазначали, кожна частина отримувала новобранців з певних районів, але не з одного, а цілих трьох: великоруського, малоруського та інородницького.
Однією з причин впровадження територіальної системи комплектування збройних сил було прагнення наслідувати найкращі досягнення європейських армій. Мова йде про німецьку армію, яка здобула перемоги над австрійською і французькою арміями у 1866-му і 1870—1871 роках (Австро-прусська і Французько-прусська війни). Саме в Німеччині у найбільшій мірі була втілена ідея територіальної системи комплектування, оскільки кожен німецький корпус мав свій округ для поповнення по мобілізації. З огляду на все це вважалося, що з технічної точки зору, або з точки зору управління мобілізацією, найкращі можливості, особливо для здійснення часткової мобілізації, дає такий спосіб дій, за якого кожен корпус, або інше з'єднання, мали б свій район укомплектування, і бажано щоб з'єднання, або частина яка поповнюється з цього району, в мирний час квартирувалися на території цього району. Саме за таких умов, у випадку часткової мобілізації одного або декількох з'єднань, нормальне життя порушується лише в деяких районах держави а не на всій території. У випадку повної мобілізації така система значно спрощує і її, оскільки укомплектування кожного з'єднання повинно відбуватися з району де воно дислокується, що пришвидшує і полегшує призов запасних, поставки від населення коней, возів і упряжі.

### Переваги та недоліки нової мобілізаційної системи
Вражаючий успіх німецької системи комплектування у 1860-х і 1870-х роках сприяв тому, що вона бралася за зразок керівництвом Російської імперії в періоди військової реформи Мілютіна. Перш за все вигода вбачалася у полегшенні мобілізації армії у випадку війни і її стійкості за різних умов. Така система мала дозволити спростити мобілізаційні плани, оскільки розподіл особового складу мав відбуватися в мирний час у вигляді новобранців, а у воєнний кожна частина мала отримувати запасних, які в свій час служили у цій частині як новобранці. Територіальна система була децентралізована і потребувала мінімального втручання та підтримки з боку центральних органів, що й давало їй певну стійкість і швидкість. Помилки в центральних органах, проблеми на комунікаціях та інші можливі проблеми, завдяки децентралізації, не мали особливо впливати на швидкість її розгортання під час мобілізації. Інша перевага полягає в тому, що запасним не потрібно шукати свою частину і звикати до неї, адже вони вже служили в ній і можуть бути добре інформовані про її дислокацію та мали потрапити у знайомий колектив. Значною перевагою вважалася і можливість оперативно проводити часткові мобілізації, не порушуючи загальних планів. Тобто можна мобілізувати кожну частину окремо на її ділянці, не чіпаючи ділянки інших частин, цьому сприяло й те, що за такої системи комплектування, мобілізацією має займатися сама частина, незалежно від інших. Однак практика показала, що у цьому випадку потрібна певна обережність та чітке планування саме часткових мобілізацій для рівномірного розподілу навантаження на населення різних територій, оскільки зловживання такою можливістю призводить до погіршення якості поповнень і появи незадоволення серед населення. Наприклад, під час війни Російської імперії з Японією, мобілізація запасних з одних і тих самих повітів та ігнорування інших, створили напруження у суспільстві і погано відобразилися на армії, яка отримувала поповнення старшими запасними, що були менш придатні до ведення бойових дій ніж молодші запасні, які не так давно полишили дійсну службу. Доходило до того, що в одних повітах мобілізували сорокарічних запасних, а в інших взагалі нікого. Це звичайно стосується тієї системи, що існувала в Російській імперії на початку 20-го століття, але створювалася вона якраз після запровадження загальної військової повинності і орієнтувалася вона у даному питанні саме на територіальну систему комплектування.

## Оцінки запровадження
Впровадження загальної військової повинності в Російській імперії оцінюється по-різному. Воєнні історики схильні розглядати реформи Д. О. Мілютіна загалом і Статут про загальну військову повинність зокрема, як прогресивний крок з боку Військового міністерства. Ці заходи дозволили Російській імперії відновити військову могутність після Кримської війни і реформували армію на нових принципах, зробивши її більш модерною і ефективною, що продемонструвала вже Російсько-турецька війна 1877—1878 років. З іншого боку, дослідники, які вивчають історію різних етнічних груп у Російській імперії, трактують ці реформи не так однозначно. Наприклад, вони звертають увагу на те, що євреям так і не було надано рівних прав на службі, а Статут про військову повинність, декларуючи загальність і рівність у виконанні військового обов'язку, все-таки дещо виокремлював євреїв та деякі інші групи з населення Російської імперії і таким чином відходив від задекларованих принципів.
1. ↑  Бескровный Л. Г. Русская армия и флот в XIX веке: Военно-экономический потенциал России. — М., 1973. — С. 84.
2. ↑  Петровский-Штерн Й. Евреи в русской армии. — М., 2003. — С.176–177.
3. ↑  Свечин А. А. Эволюция военного искусства. — Ленинград, 1928. — Т. 2. — С. 338—341.
4. ↑  Зайончковский П. А. Военные реформы 1860—1870 гг. в России. — М., 1952. — С. 257—258.
5. ↑  Зайончковский П. А. Военные реформы 1860—1870 гг. в России. — М., 1952. — С. 259—266.
6. ↑  Зайончковский П. А. Военные реформы 1860—1870 гг. в России. — М., 1952. — С. 307.
7. ↑  Петровский-Штерн Й. Евреи в русской армии. — М., 2003. — С.177.
8. ↑  Зайончковский П. А. Военные реформы 1860—1870 гг. в России. — М., 1952. — С. 320.
9. ↑  Зайончковский П. А. Военные реформы 1860—1870 гг. в России. — М., 1952. — С. 313.
10. ↑  Зайончковский П. А. Военные реформы 1860—1870 гг. в России. — М., 1952. — С. 319.
11. ↑  Зайончковский П. А. Военные реформы 1860—1870 гг. в России. — М., 1952. — С. 323—324.
12. ↑  Полное Собрание Законов Российской Империи (Далі — ПСЗРИ). Собр. 2-е. Том 49. Отд-е. 1-е. — С. 1.
13. ↑  Зайончковский П. А. Военные реформы 1860—1870 гг. в России. — М., 1952. — С. 331.
14. ↑  ПСЗРИ. Собр. 2-е. Том 49. Отд-е. 1-е. — С. 4 — 7.
15. ↑  ПСЗРИ. Собр. 2-е. Том 49. Отд-е. 1-е. — С.7.
16. ↑  Бескровный Л. Г. Русская армия и флот в XIX веке: Военно-экономический потенциал России. — М., 1973. — С. 75.
17. ↑  ПСЗРИ. Собр. 3-е. Том 32. Отд-е. 1-е. — С. 806—807.
18. ↑  ПСЗРИ. Собр. 2-е. Том 49. Отд-е. 1-е. — С. 5 — 6.
19. ↑  ПСЗРИ. Собр. 2-е. Том 49. Отд-е. 1-е. — С.9 — 10.
20. ↑  ПСЗРИ. Собр. 3-е. Том 32. Отд-е. 1-е. — С.813 — 814.
21. ↑  ПСЗРИ. Собр. 2-е. Том 49. Отд-е. 1-е. — С. 12 — 14.
22. ↑  ПСЗРИ. Собр. 2-е. Том 49. Отд-е. 1-е. — С. 12.
23. ↑  Петровский-Штерн Й. Евреи в русской армии. — М., 2003. — С. 177—178.
24. ↑  Зайончковский П. А. Военные реформы 1860—1870 гг. в России. — М., 1952. — С. 307—334.
25. ↑  Зайончковский А. М. Подготовка России к империалистической войне. — Москва, 1926. — С.115.
26. ↑  Филимонов Н. Постепенное развитие мероприятий по мобилизации русской кадровой армии в XIX столетии. — Санкт-Петербург, 1908. — С.38.
27. ↑  Данилов Ю. Н. Россия в мировой войне. 1914—1915 гг. Берлин, 1924. — С.17.
28. ↑  Данилов Ю. Н. Россия в мировой войне. 1914—1915 гг. Берлин, 1924. — С.14.
29. ↑  Филимонов Н. Постепенное развитие мероприятий по мобилизации русской кадровой армии в XIX столетии. — Санкт-Петербург, 1908. — С.39.
30. ↑  Данилов Ю. Н. Россия в мировой войне. 1914—1915 гг. Берлин, 1924. — С.36.
31. ↑  Зайончковский А. М. Подготовка России к империалистической войне. — Москва, 1926. — С.113.